# Thomas Rießinger
Thomas Rießinger (* 1961 in Lampertheim) ist ein deutscher Mathematiker.
Rießinger studierte Mathematik an der Universität Mannheim. Er wurde dort 1987 promoviert (Überlappungsapproximation auf [0,∞[). Bis 1992 war er als EDV-Dozent und Systemanalytiker bei der SAP AG in Walldorf tätig sowie als wissenschaftlicher Assistent an der Universität Mannheim. 1992 wurde er als Professor für Mathematik und Informatik an die Frankfurt University of Applied Sciences berufen.
Rießingers Aufsätze zu Philosophie und Geschichte sind in der Zeitschrift  „Aufklärung und Kritik“ der „Gesellschaft für kritische Philosophie“ veröffentlicht.

## Veröffentlichungen
- Joseph Ratzinger – ein brillanter Denker? Kritische Fragen an den Papst und seine protestantischen Konkurrenten. Berlin/Münster 2013.
- Mathematik für Ingenieure. Eine anschauliche Einführung für das praxisorientierte Studium. 10., überarb. Aufl. Berlin/Heidelberg 2017.
- Wetten, dass Sie Mathe können. Zahlenakrobatik für den Alltag. München 2006.
- Bases for bivariate spline spaces. A constructive approach. Mannheim 1990.